# Lukas Rüppel

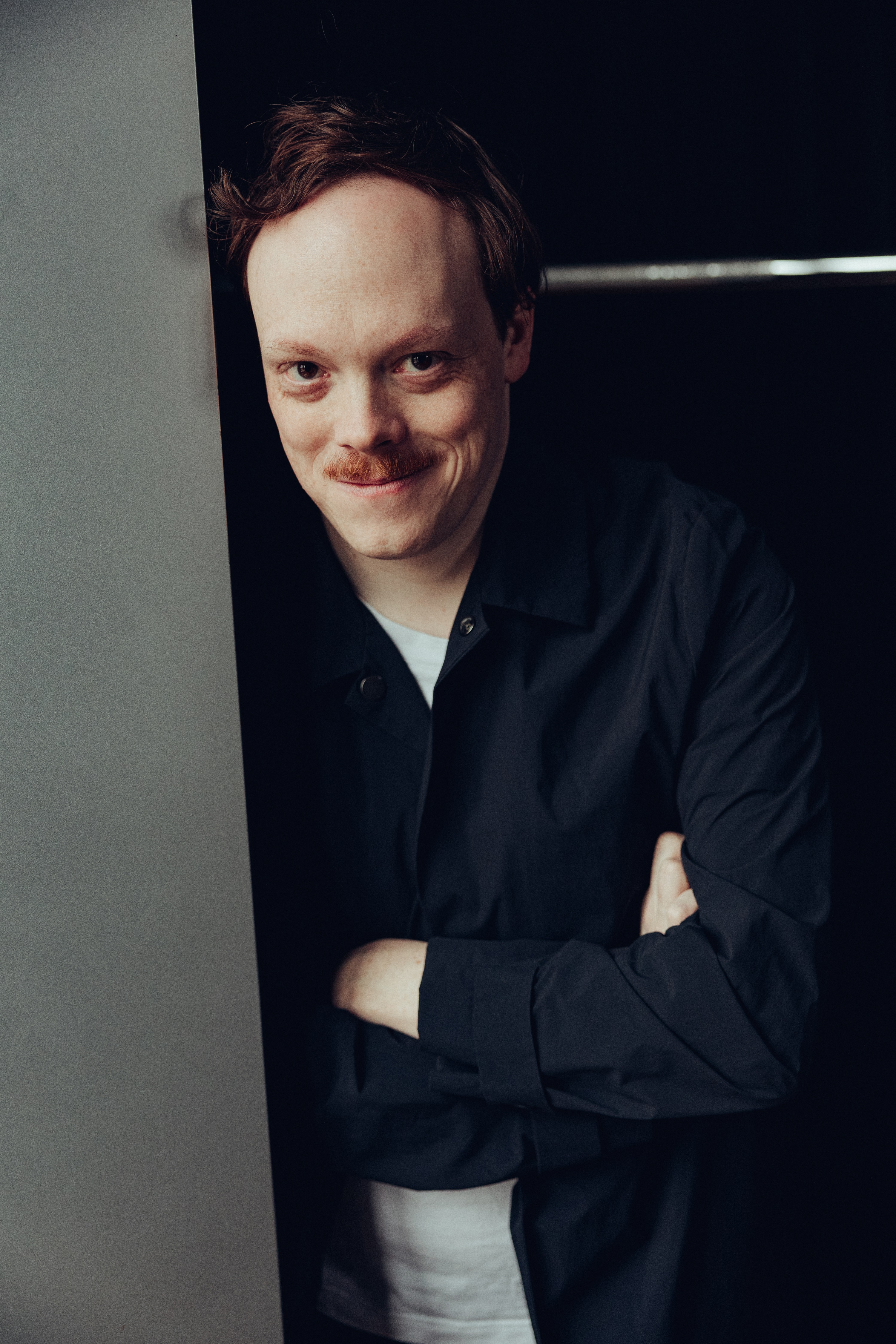
Lukas Rüpel (2024). Foto: Joel Heyd

Lukas Rüppel (* 1985 in Göttingen) ist ein deutscher Schauspieler.

## Leben
Rüppel absolvierte ein Schauspielstudium an der Hochschule für Schauspielkunst «Ernst Busch» Berlin. Schon während des Studiums spielte er in der Regie von Claus Peymann am Berliner Ensemble.
2010 folgte sein erstes Engagement am Schauspiel Stuttgart, wo er u. a. mit Regisseurinnen und Regisseuren wie Claudia Bauer, Jan Neumann, Peter Kastenmüller, Johanna Wehner und Christian Weise zusammenarbeitete. Von 2013 bis 2017 war er Ensemblemitglied am Schauspiel Frankfurt und wirkte in Inszenierungen u. a. von René Pollesch, Stephan Kimmig, Bastian Kraft, Alexander Eisenach und Christopher Rüping mit. 2017 wechselte er an das Staatsschauspiel Dresden und arbeitete dort u. a. mit Sebastian Baumgarten, Jan-Christoph Gockel und Sebastian Hartmann zusammen.
Seit der Spielzeit 2019/20 ist er festes Ensemblemitglied am Residenztheater München (Bayerisches Staatsschauspiel).
Rüppel lebt in München.

## Theater (Auswahl)

### Schauspiel Frankfurt
- 2014: Je t'adorno (Ensemble). Von René Pollesch. Inszenierung: René Pollesch
- 2016: Clockwork Orange (als Alex u. a.). Nach dem Roman von Anthony Burgess. Inszenierung: Christopher Rüping

### Residenztheater München
- 2020: Einer gegen alle (Ensemble). Frei nach dem Roman von Oskar Maria Graf in einer Bearbeitung von Alexander Eisenach. Inszenierung: Alexander Eisenach
- 2020: Dantons Tod (als Robespierre). Nach Georg Büchner. Inszenierung: Sebastian Baumgarten[4][5][6]
- 2020: Tagebuch eines geschlossenen Theaters #2 und #37 – Von und mit Lukas Rüppel
- 2021: Tagebuch eines geschlossenen Theaters #108 und #121 und #175 – Von und mit Lukas Rüppel
- 2021: Agnes Bernauer (als Schausteller / Bierholer / Arbeiter / Sepp). Von Franz Xaver Kroetz. Inszenierung: Nora Schlocker[7][8]
- 2022: Hamlet (als Laertes). Von William Shakespeare. Inszenierung: Robert Borgmann[9]
- 2022: Valentiniade. Sportliches Singspiel mit allen Mitteln. Von und nach Karl Valentin und mit Texten von Michel Decar. Inszenierung: Claudia Bauer[10]
- 2022: Spiel des Lebens – Die Kareno-Trilogie: «An des Reiches Pforten» – «Spiel des Lebens» – «Abendröte» (als Dr. phil.  Carsten Jerven). Nach Knut Hamsun. Inszenierung: Stephan Kimmig[11][12][13][14][15]
- 2022: Agamemnon (als Agamemnon / Chor). Nach Aischylos. Inszenierung: Ulrich Rasche, Residenztheater München und Athen- und Epidaurus-Festival (AEF)[16]
- 2022: Der Schiffbruch der Fregatte Medusa (div. Rollen). Von Alexander Eisenach nach dem historischen Bericht von Jean-Baptiste Henri Savigny und Alexandre Corréard. Inszenierung: Alexander Eisenach
- 2023: Die Träume der Abwesenden – Eine Trilogie: «Leas Hochzeit» – «Heftgarn» – «Simon» (als Hans, Vater von Chaim). Nach Judith Herzberg. Inszenierung: Stephan Kimmig[17]
- 2023: Peer Gynt (als Der Dovre-Alte / Begriffenfeldt, Professor, Dr. phil., Direktor des Irrenhauses von Kairo / Ein Pfarrer); Inszenierung: Sebastian Baumgarten[18]
- 2023: Götz von Berlichingen (als Götz von Berlichingen). Nach Johann Wolfgang von Goethe. Inszenierung: Alexander Eisenach[19][20][21]
- 2023: Jetzt oder Nie – Ein Liederabend von Florian Paul und Max Rothbart[22]
- 2024:  #14 Wie spielst du das, Lukas Rüppel?
- 2024: Mosi – The Bavarian Dream (als Reporter). Von Alexander Eisenach, Inszenierung: Alexander Eisenach[23][24][25][26][27]
- 2024: Ein Sommernachtstraum (als Theseus Wesselmann / Oberon). Inszenierung: Stephan Kimmig[28][29][30][31][32]
- 2025: Sankt Falstaff (als #6 / Das Hirn / Ed). Von Ewald Palmetshofer frei nach «King Henry IV» von William Shakespeare (Uraufführung / Auftragswerk). Inszenierung: Alexander Eisenach[33]
- 2025: Warten auf Godot (als Lucky). Von Samuel Beckett. Inszenierung: Claudia Bauer[34][35][36]
- 2025: Life continues to be incredibly beautiful – Szenische Lesungsperformance aus John Cages Briefen. Inszenierung: FX Mayr[37]
- 2025: Writers Room: Die Spätschicht. Eine Late Night Show mit den Welt/Bühne-Autorinnen und - Autoren. Moderiert von Lukas Rüppel und Stella Neuner
- 2025: Der Untertan (als Diederich Heßling). Nach dem gleichnamigen Roman von Heinrich Mann. Inszenierung: Alexander Eisenach[38]

## Filmografie (Auswahl)
- 2025: Levi Strauss und der Stoff der Träume (als Goodman). Fernsehserie (4 Teile). Regie: Neele Leana Vollmar (ARD)[39][40]
- 2025: Das Kanu des Manitu (als Pantomimespieler "Heidi"

## Hörspiele (Auswahl)
Sprecher
- 2013: Patrick Pécherot: Paris-Trilogie (3 Teile) (Kellner) – Regie: Philippe Bruehl (Hörspielbearbeitung, Kriminalhörspiel – SWR)
- 2013: Sandra Kellein: Pardon (Einziger Sprecher) – Regie: Iris Drögekamp (Original-Hörspiel – SWR)
- 2015: Franz Werfel: Armenien und der Orient: Die vierzig Tage des Musa Dagh (2 Teile) (Samuel Awakian) – Bearbeitung und Regie: Kai Grehn (Hörspielbearbeitung – SWR/NDR/HR)
- 2015: Jan Decker: Gua Nim Washoe – Regie: Iris Drögekamp (Originalhörspiel – SWR)
- 2016: Inge Müller, Lothar Trolle: Jona (Vorlage: Ich Jona (Romanfragment)) (Junger Soldat) – Regie: Walter Adler (Hörspielbearbeitung – HR/SWR)
- 2017: FALKNER: Der Vogel, der Vogel. Manifest 51 (Tomas) – Regie: Falkner (Originalhörspiel – WDR)
- 2018: Kurt Vonnegut: Schlachthof 5 oder: Der Kinderkreuzzug. Ein Pflichttanz mit dem Tod (2 Teile) (Engländer, Installateur) – Bearbeitung und Regie: Leonhard Koppelmann (Hörspielbearbeitung – SWR)
- 2022: Elena Ferrante: Die Geschichte der getrennten Wege. Neapolitanische Saga (4 Teile) Bearbeitung und Regie: Martin Heindel (Hörspielbearbeitung – BR)
- 2023: Maja Das Gupta: Liberté Regie: Alexandra Distler (Originalhörspiel – BR)
  - Auszeichnung: Hörspiel des Monats Februar 2023

Autor und Regie
- 2023: Lukas Rüppel, Franziska Margarete Hoenisch, David Moser: Loose the rich – Regie: Die Autoren (Originalhörspiel – Deutschlandradio)

Quelle: ARD-Hörspieldatenbank